# Ninox rotiensis
El nínox de Roti (Ninox rotiensis)  es una especie de ave strigiforme de la familia Strigidae endémica de la isla de Roti en las islas menores de la Sonda de Indonesia.

## Taxonomía
Fue descrita científicamente en 1997 por los biólogos australianos Ronald Johnstone y JC Darnell de una hembra recolectada en una red de niebla en 1990. Es más pequeño que el nínox australiano, con las primarias, el obispillo y la cola fuertemente barradas. El análisis genético y de las llamadas muestra que es marcadamente divergente de las poblaciones australianas, lo que llevó a Gwee y a sus colegas a sugerir que se reclasificara como especie separada, lo que sucedió en 2019.